# Eugeniusz Fulde

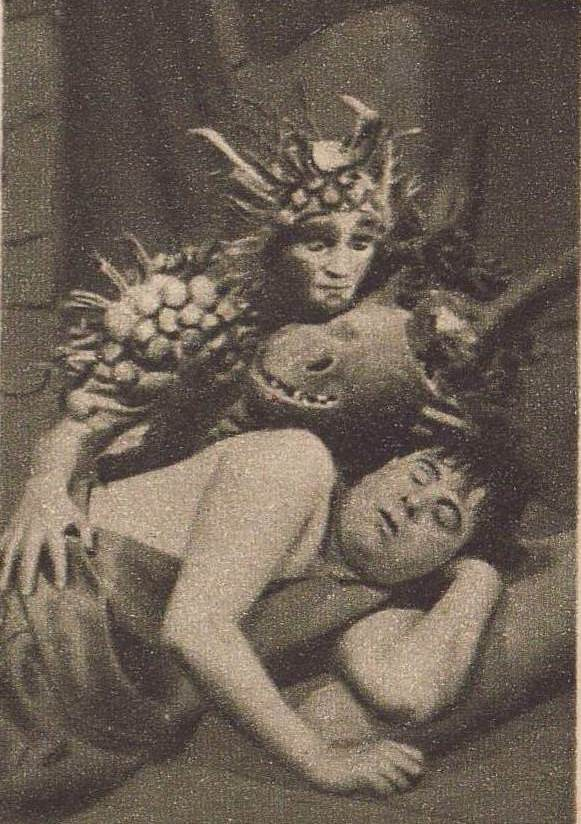
Tadeusz Łomnicki (Puk) i Eugeniusz Fulde (Spodek) w sztuce Sen nocy letniej, Teatr w Krakowie, (1948).

Eugeniusz Henryk Fulde (ur. 15 kwietnia 1911 w Warszawie, zm. 11 czerwca 1981 w Krakowie) – polski aktor teatralny, filmowy i telewizyjny, pedagog.

## Życiorys
W 1934 ukończył studia na Wydziale Sztuki Aktorskiej Państwowego Instytutu Sztuki Teatralnej w Warszawie. W 1935 odbywał służbę wojskową w Szkole Podchorążych Rezerwy Piechoty przy 82 Syberyjskim Pułku Piechoty w Brześciu. Przed wojną występował na scenach teatrów: Warszawy, Sosnowca i Kalisza.
Po wojnie związany był nieprzerwanie ze scenami krakowskimi: Starego Teatru (1945–1946), Miejskich Teatrów Dramatycznych (1946–1954) i Teatru im. Juliusza Słowackiego (1954–1978).
W latach 1949–1955 był wykładowcą w Państwowej Wyższej Szkole Aktorskiej (obecnie Akademia Sztuk Teatralnych im. Stanisława Wyspiańskiego) w Krakowie, w latach 1949–1950 sprawując jednocześnie funkcję dyrektora na tej uczelni. Był również kierownikiem Oddziału Lalkarskiego (1954–1959), dziekanem Wydziału Aktorskiego (1960–1968) oraz rektorem PWST (1968–1972). W 1978 przeszedł na emeryturę.
Występował również w Teatrze Telewizji, m.in. w spektaklach: Barbarzyńcy – Sceny z miasta powiatowego Maksima Gorkiego w reż. Lidii Zamkow jako Wasylij Riedozubow (1971), Kruki Henry'ego Becque'a w reż. Józefa Słotwińskiego jako Teissier (1973), Płatonow Antona Czechowa w reż. Bogdana Hussakowskiego Trylecki (1976) oraz w sztuce Niebezpiecznie panie Mochnacki Jerzego Mikke w reż. Jerzego Krasowskiego jako komisarz policji (1980).
Pochowany w Alei Zasłużonych cmentarza Rakowickiego w Krakowie (kwatera LXIX pas A-II-6).

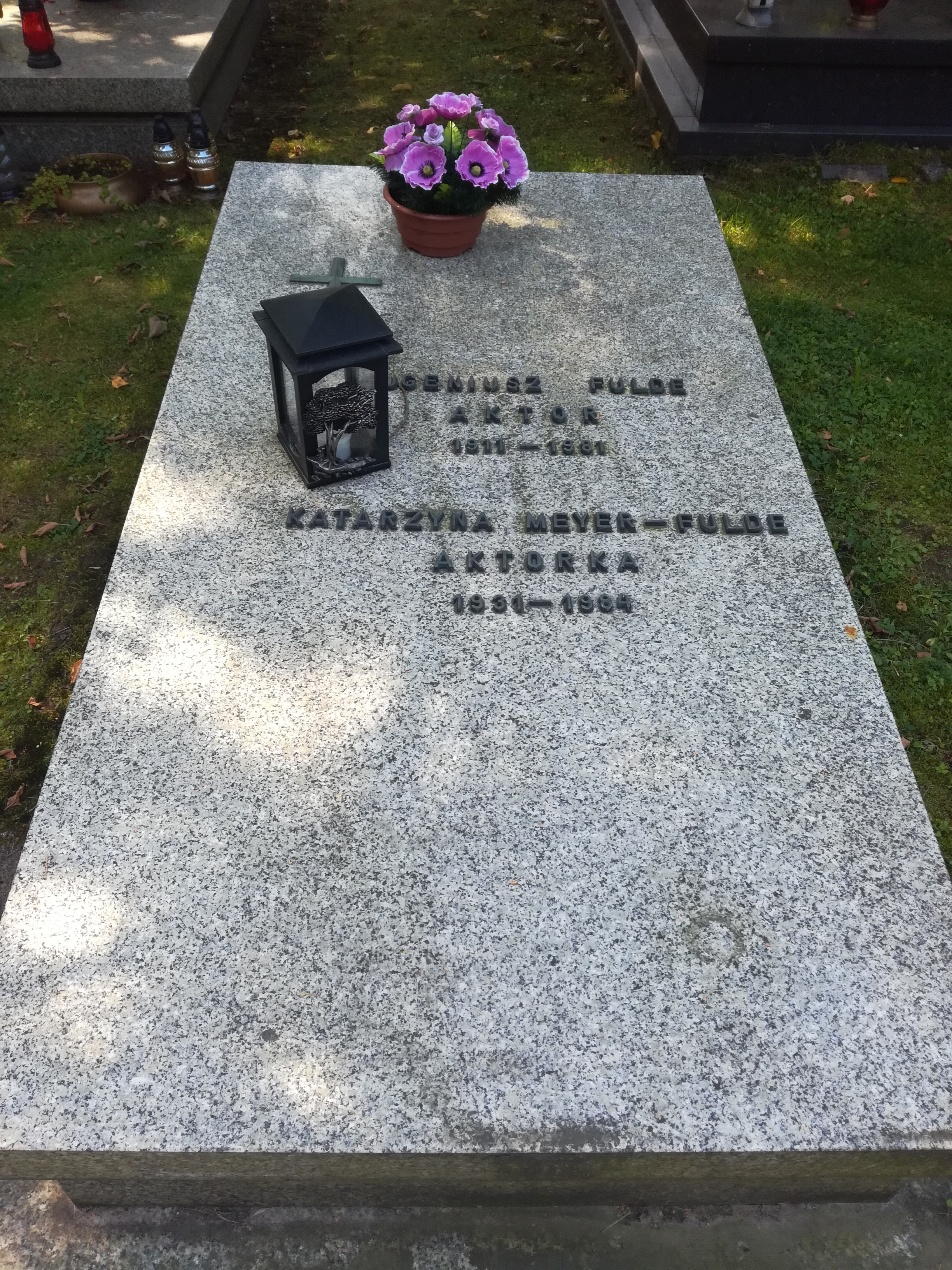
Grób Eugeniusza Fuldego na cmentarzu Rakowickim w Krakowie

## Filmografia
- Cień (1956) – pijak
- Milczące ślady (1961)
- Najważniejszy dzień życia (1974) – „Sokrates”, dyrektor liceum (odc. 6. Broda)

## Ordery i odznaczenia
- Krzyż Oficerski Orderu Odrodzenia Polski (1964)
- Złot Krzyż Zasługi (22 lipca 1952)[3]
- Medal 10-lecia Polski Ludowej (28 stycznia 1955)[4]

## Nagrody
- Nagroda Miasta Krakowa za całokształt osiągnięć artystycznych na scenach krakowskich (1961)
- Nagroda Ministra Kultury i Sztuki II stopnia za całokształt pracy aktorskiej, w szczególności za role Galileusza w Życiu Galileusza, Marco w Widoku z mostu i Daubmanna w Przygodzie z Vaterlandem w Teatrze im. Juliusza Słowackiego w Krakowie (1963)
- Nagroda na IV Wrocławskim Festiwalu Polskich Sztuk Współczesnych za rolę Daubmanna w spektaklu Przygoda z Vaterlandem Leona Kruczkowskiego w Teatrze im. Juliusza Słowackiego w Krakowie (1963)
- Nagroda Ministra Kultury i Sztuki za całokształt osiągnięć w pracy artystycznej i pedagogicznej (1966)